# رصدخانه تالین

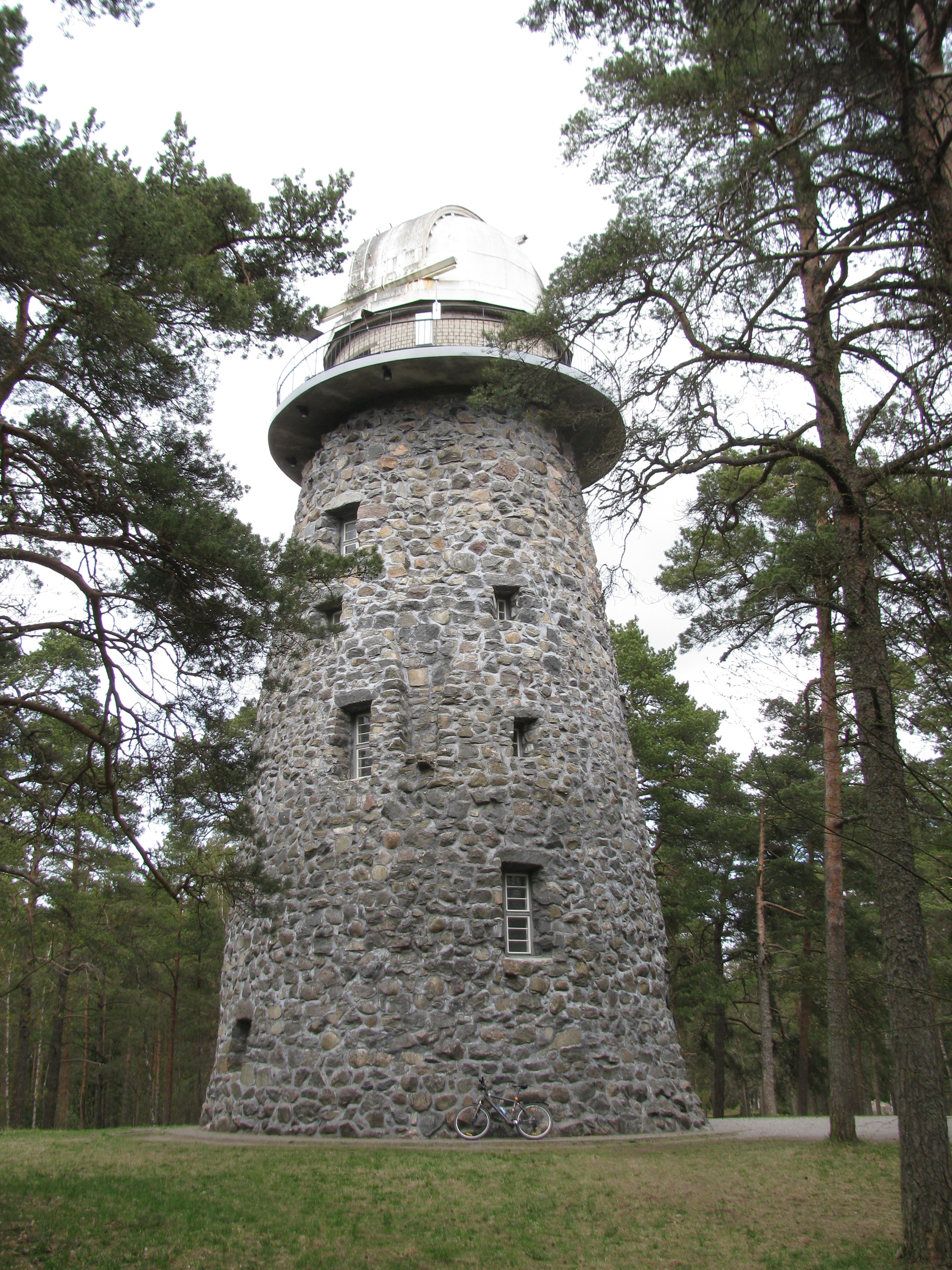
رصدخانه تالین

رصدخانه تالین (به انگلیسی: Tallinn Observatory) یک رصدخانه در تالین، استونی است.
این رصدخانه که در سال ۱۹۵۴ تأسیس شده از سال ۱۹۹۳ تحت مدیریت دانشگاه صنعتی تالین قرار گرفته‌است. این ساختمان قبل از استفاده برای رصدخانه به‌عنوان برج مراقبت گلن (قلعه گلن) استفاده می‌شده‌است.